# Cisteller murí
El cisteller murí (Asthenes griseomurina) és una espècie d'ocell de la família dels furnàrids (Furnariidae). Ha estat ubicat al gènere Schizoeaca.

## Hàbitat i distribució
Habita el sotabosc dens i praderies humides dels Andes, al sud d'Equador i nord-oest de Perú.